# De rebus a Carolo Gustavo Sueciae Rege gestis
De rebus a Carolo Gustavo Sueciae Rege gestis commentatorium libri septem, elegantisimmis tabulis deneis exornati cum triplice indice – dzieło literackie autorstwa Samuela von Pufendorfa (pseudonim Severinus de Monzambano), które ukazało się drukiem po śmierci autora w 1696.

## Treść
Autor opisał historię panowania króla szwedzkiego Karola X Gustawa, skupiając się w części na epizodach potopu. Ilustracje sporządzono na podstawie rycin inżyniera wojskowego, Erika Dahlbergha (późniejszego feldmarszałka), uczestnika konfliktu z Polską. Ryciny te są wyjątkowo szczegółowym zapisem wyglądu miast polskich połowy XVII wieku. Uwidoczniono na nich m.in. Kraków, Warszawę, Toruń, Malbork, Gdańsk, Sandomierz, Łowicz, Brzeg i inne. Przedstawiono zamki i fortyfikacje, które w dużej mierze zostały potem przez Szwedów bezpowrotnie zniszczone. Oprócz tego na ilustracjach pokazano wygląd kościołów i miast, rozrysowano sceny bitewne, czy ważne historycznie wydarzenia, np. hołd magnaterii królowi szwedzkiemu pod Krakowem, poselstwo polskie u Karola Gustawa pod Kołem, czy spotkanie króla Szwecji z księciem siedmiogrodzkim, Jerzym Rakoczym pod Ćmielowem. Ryciny są znakomitym materiałem historiograficznym dla badaczy dziejów I Rzeczypospolitej i podstawowym źródłem ikonograficznym, co do architektury, urbanistyki, ubioru, strategii wojennej i innych dziedzin. Ilustracje Dahlberga wykonali rytownicy z Francji, Szwecji i Holandii (np. Blesendorff, Boulanger, Cochin, Cordier, W. Swidde, F. de Lapointe). Szczególnie okazałą jest rycina ukazująca sztokholmskie uroczystości pogrzebowe Karola Gustawa.

## Galeria

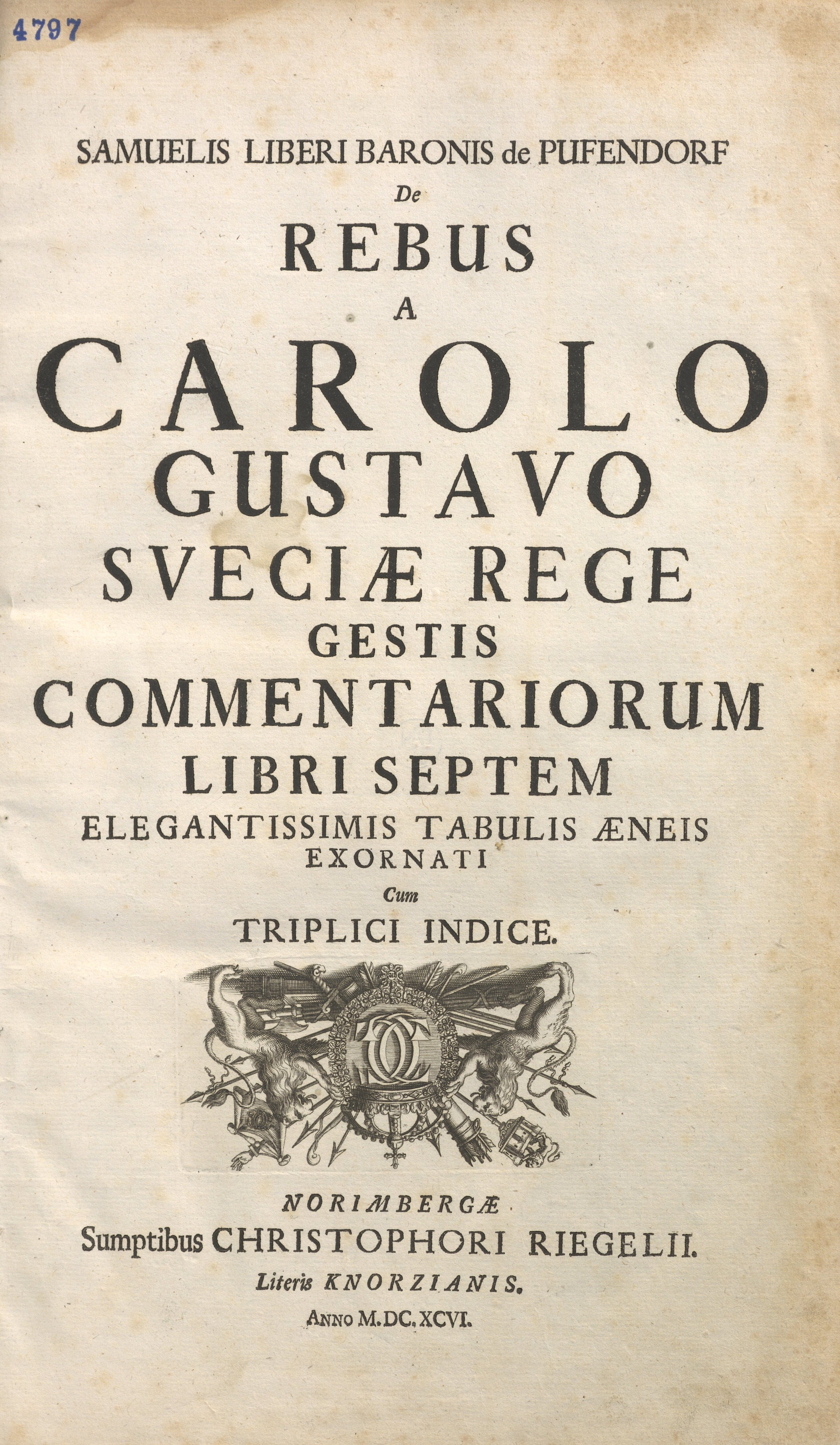
Karta tytułowa
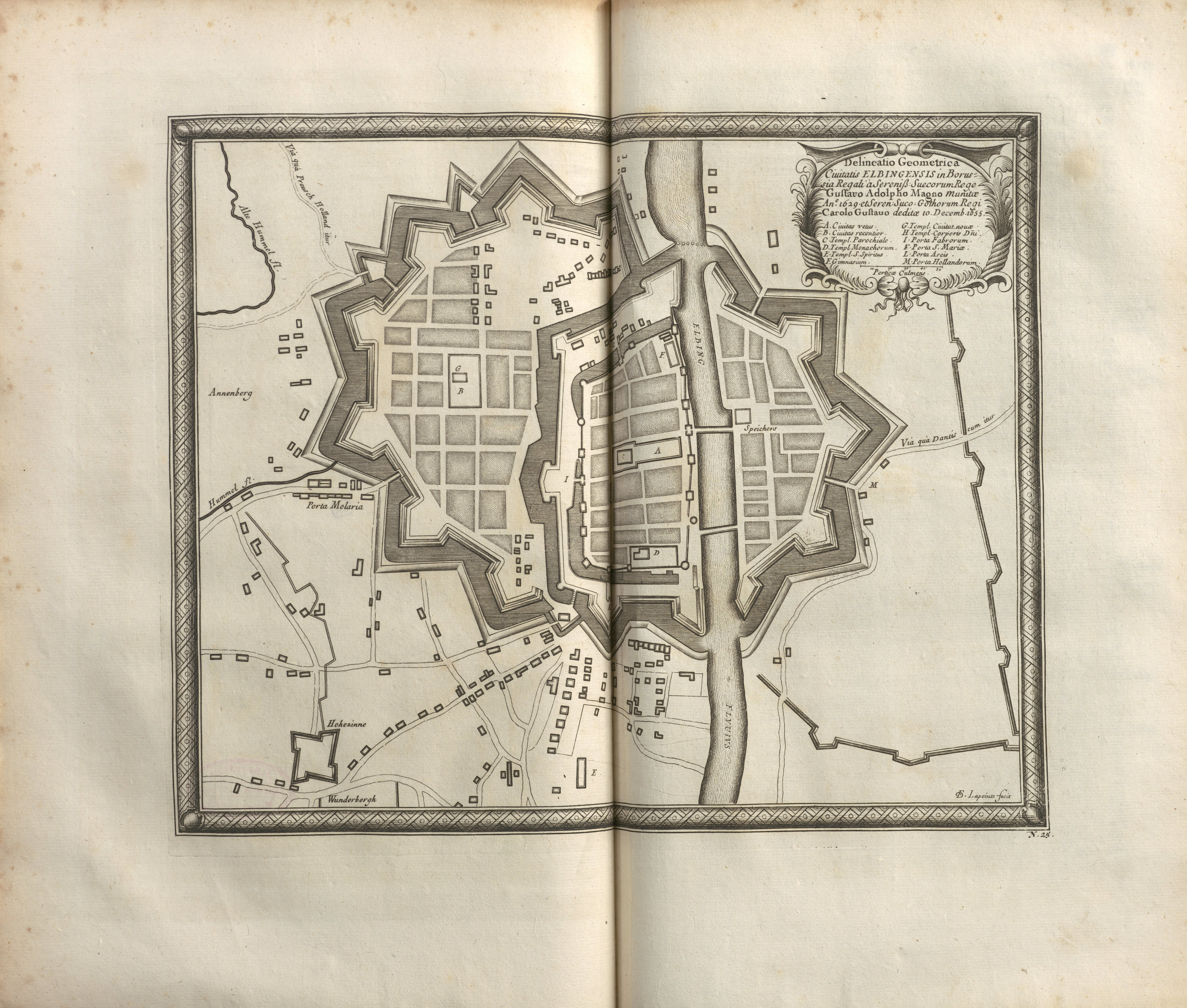
Plan twierdzy elbląskiej
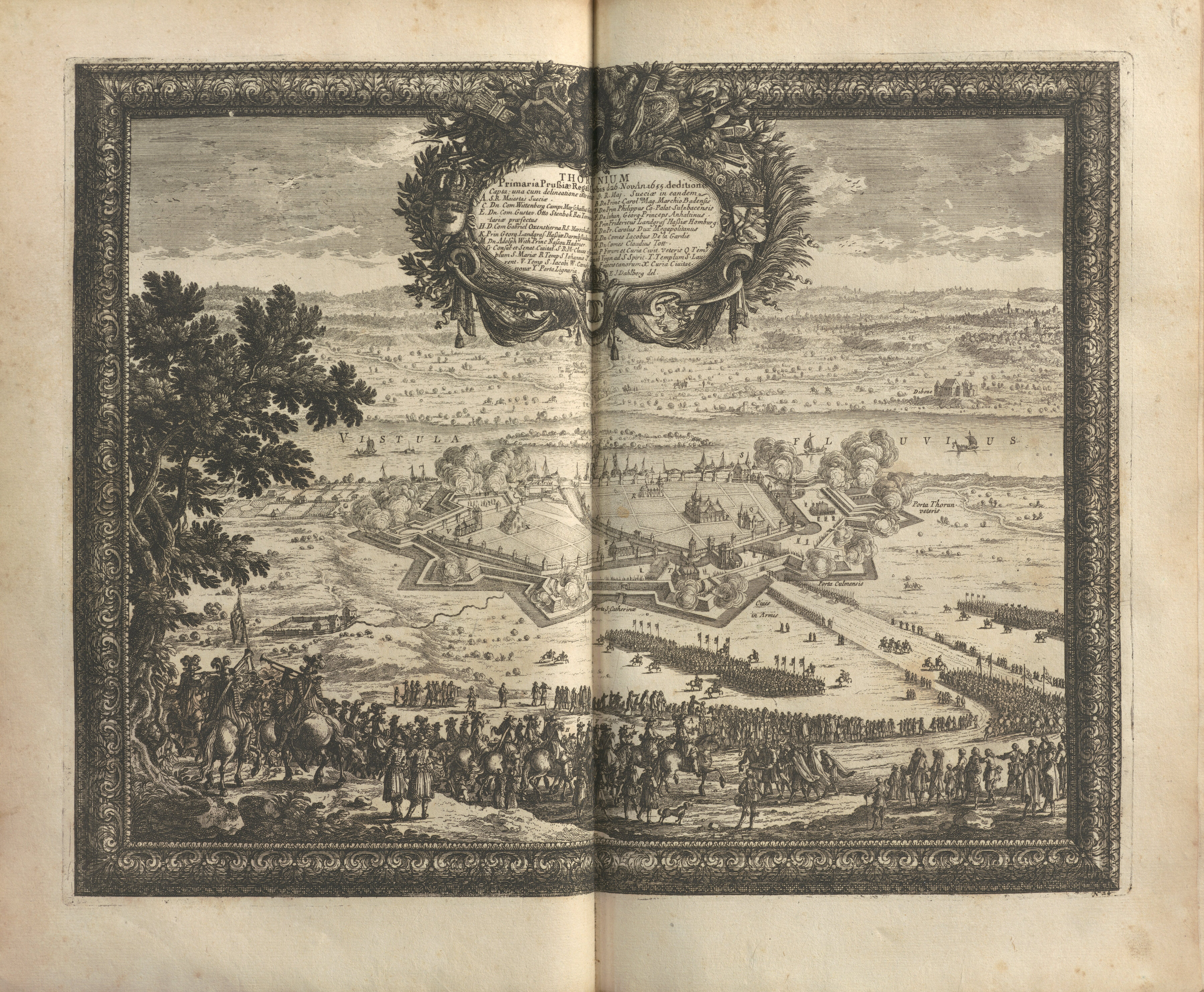
Panorama Torunia